# ロックハート・マルティネリパラメータ
ロックハート・マルティネリパラメータ (英: Lockhart–Martinelli parameter, {\displaystyle \chi })とは、流体力学における無次元量の一つで、管内の二相流の計算に用いられる。液相気相の流動条件下における液相部分の状態を示すパラメータで、主に二相の圧力降下および沸騰/凝縮による伝熱計算に適用される。

## 定義
以下の通りに定義される。気相液相の流動条件で一義的に定義可能である。
{\displaystyle \chi ={\frac {m_{\ell }}{m_{g}}}{\sqrt {\frac {\rho _{g}}{\rho _{\ell }}}},}
ここで
- {\displaystyle m_{\ell }} =液相の質量流量;
- {\displaystyle m_{g}} =気相の質量流量;
- {\displaystyle \rho _{g}} =;気相密度
- {\displaystyle \rho _{\ell }}=液相密度